# 김미애 (1969년)
김미애(金美愛, 1969년 10월 6일~)는 대한민국의 변호사 출신 정치인이다. 제21·22대 국회의원을 역임했으며, 소속 정당은 국민의힘이다.

## 생애
김미애는 경상북도 영일군(현재의 포항시) 구룡포읍 하정1리에 위치한 작은 어촌 마을에서 제주도 북제주군(현재의 제주특별자치도 제주시) 우도면 출신 어민 부부의 딸로 태어났다. 초등학교 5학년 시절에 어머니가 암으로 쓰러졌다는 소식을 듣고 해산물을 좋아하던 어머니를 위해 바다에서 해녀로 일하면서 따개비, 무순류(군소류)를 잡으면서 생활했다. 김미애는 15세 시절에 어머니가 4년 동안에 걸친 투병 생활 끝에 세상을 떠났다는 소식을 접했고 다른 사람들이 버린 참고서와 문제집을 주운 다음에 다시 풀어가면서 공부했다.
김미애는 포항여자고등학교에 입학한 지 얼마 지나지 않아 어려운 가정 형편으로 인해 중퇴했고 17세 시절에 부산직할시(현재의 부산광역시) 해운대구 반여동에 위치한 태광그룹 방직 공장 노동자로 일했다. 당시 태광그룹 방직 공장은 8시간 동안에 걸친 3교대 노동(오전 6시~오후 2시, 오후 2시~오후 10시, 오후 10시~오전 6시)이라는 열악한 노동 환경으로 악명이 높았다. 김미애는 20대 초반에 독학으로 일본어를 배운 다음에 해운대구 호텔 인근에 위치한 잡화상에 취직했고 1994년에는 초밥 가게를 운영하기도 했다. 하지만 1년도 지나지 않아서 초밥 가게를 처분했고 1996년에 대학수학능력시험(수능)에 응시하게 된다.
김미애는 1997년에 동아대학교 법학대학 야간반에 입학했고 2001년에 법학과 학사 학위를 받았다. 2002년에 제44회 사법시험에 합격하면서 사법연수원 34기 과정을 마쳤고 2005년 2월부터 2017년 1월까지 김미애 법률사무소 변호사로 근무했다. 김미애는 주로 여성, 아동, 인권 분야에서 활동하면서 미혼모, 입양아, 보호소년, 가정폭력 피해 여성, 성폭력 피해 여성을 비롯한 소외 계층의 입장을 변호했다. 또한 성폭력 피해 여성을 위한 부산지방변호사회의 미투 운동 법률 지원단을 결성하기도 했다. 2017년 2월에는 여성 변호사들로 구성된 로펌인 법무법인 한올을 설립했다.
김미애는 2018년 10월에 자유한국당 부산시당 위원장을 역임하고 있던 김세연 국회의원을 통해 자유한국당에 입당하면서 부산시당 수석부위원장으로 임명되었다. 2019년 1월에는 자유한국당 부산 해운대구 을 당협위원장으로 임명되었다. 김미애는 2020년 4월 15일에 실시된 대한민국 제21대 국회의원 선거에서 미래통합당 부산 해운대구 을 선거구 후보로 출마하여 윤준호 더불어민주당 후보를 누르고 당선되었다. 김미애는 자신의 국회의원 선거 당선에 대해 조국 사태에서 나타난 조국 전 법무부 장관과 문재인 정부의 위선과 대비되는 자신의 인생을 강조하면서 "보수주의가 강조하는 공정, 정의, 평등, 경쟁의 가치를 지키는 데에 부합한다."고 설명했다.

## 학력
- 포항여자고등학교 중퇴→명예졸업(2023년)
- 고등학교 졸업 검정고시 합격
- 동아대학교 법과대학 법학 학사

## 사생활
김미애는 개신교 신자로서 부산 수영로교회 집사로 활동했다. 또한 아이를 입양한 미혼 싱글맘이기도 하다.

## 논란
김미애 의원은 2020년 8월 21일에 김종인 미래통합당 비상대책위원장과 함께 충청북도 청주시에 위치한 질병관리본부(현재의 질병관리청) 청사를 방문혀여 정은경 질병관리본부장을 만났다. 이 과정에서 비말(침방울) 차단 기능을 인증받지 않은 망사 마스크를 쓴 사실이 드러나 논란이 되었는데 김미애 의원은 SNS를 통해 문제가 된 마스크 상표와 포장지 사진을 올리면서 해명했다. 또한 미래통합당 지지층에서는 조국 전 법무부 장관과 그의 아내인 정경심 동양대학교 교수도 망사 마스크를 쓰고 법원 공판에 출석했다는 사진을 올리면서 당시 여당이었던 더불어민주당 지지층의 입장은 '내로남불'(내가 하면 로맨스, 남이 하면 불륜이라는 뜻)이라고 반박하기도 했다.
김미애 의원은 2020년 8월 26일에 열린 국회 보건복지위원회 전체 회의를 통해 식품의약품안전처에 마스크에 대한 정확한 정보를 제공하고 관리해 줄 것을 요청했다. 또한 자신의 페이스북을 통해 "항상 말과 행동을 조심하겠다."는 글을 게재하면서 사과했다.

## 경력
- 태광그룹 공장 노동자
- 2002. 12. 제44회 사법시험 합격(사법연수원 34기 수료)
- 2005. 2.~2017. 1. 김미애 법률사무소 대표변호사
- 2005. 9. 부산광역시 여성문화회관 무료법률상담위원
- 2007. 3. 부산광역시 지방세심의위원회 위원
- 2009. 3. 부산가정법원 소년위탁보호위원
- 2009. 7. 대한변호사협회 여성폭력방지 및 아동 법률지원변호사단
- 2009. 11. 부산지체장애인협회 자문변호사
- 2010. 3. 동아대학교 법학전문대학원 겸임교수
- 2010. 11. 부산광역시 여성아동보호위원회 위원
- 2013. 5. 부산지방국세청 납세자권익보호위원회 위원
- 2016. 7. 부산광역시체육회 스포츠공정위원회 부위원장
- 2017. 2. 부산광역시교육청 행정심판위원회 위원
- 2017. 2. 법무법인 한올 대표변호사
- 2017. 2. 부산지방변호사회 수석부회장
- 2018. 11. 부산광역시 해운대구청 공직자윤리심사위원장
- 2018. 12.~2020. 1. 자유한국당 부산광역시당 해운대구 을 당원협의회 위원장
- 2020. 2.~2020. 9. 미래통합당 부산광역시당 수석부위원장
- 2020. 2.~2020. 9. 미래통합당 부산광역시당 해운대구 을 당원협의회 위원장
- 2020. 4. 15. 대한민국 제21대 국회의원 선거 당선(부산 해운대구 을, 미래통합당, 초선)
- 2020. 5.~2020. 9. 미래통합당 비상대책위원회 위원
- 2020. 6.~2020. 9. 미래통합당 저출생대책특별위원회 위원장
- 2020. 8.~2020. 9. 미래통합당 약자와의 동행위원회 위원장
- 2020. 9. 대한적십자사 전국대의원총회 대의원
- 2020. 9.~ 국민의힘 부산광역시당 해운대구 을 당원협의회 위원장
- 2020. 9. 국민의힘 부산광역시당 수석부위원장
- 2020. 9.~2021. 6. 국민의힘 비상대책위원회 위원
- 2020. 9. 국민의힘 저출생대책특별위원회 위원장
- 2020. 9.~2023. 5. 국민의힘 약자와의 동행위원회 위원장
- 2021. 3.~2021. 4. 2021년 재보궐선거 국민의힘 중앙선거대책위원회 공동부위원장
- 2021. 3.~2021. 4. 2021년 재보궐선거 국민의힘 부산광역시당 부산광역시장 보궐선거 선거대책위원회 총괄본부장
- 2021. 6. 국민의힘 코로나 백신 문제 해결을 위한 태스크 포스 위원
- 2021. 6. 국민의힘 군 성범죄 진상규명 및 재발 방지 특별위원회 위원
- 2021. 8.~2021. 9. 제20대 대통령 선거 국민의힘 최재형 대통령 예비후보 열린캠프 총괄본부 여성가족복지총괄본부장
- 2021. 9.~2022. 2. 제20대 대통령 선거 국민의힘 공약개발단 '시민소리 혁신정책회의' 보건복지공약단장
- 2021. 9. 국민의힘 공명선거추진단 법률자문팀장
- 2021. 11.~2022. 1. 제20대 대통령 선거 국민의힘 윤석열 대통령 후보 선거대책위원회 대통령 후보 직속 위원회 약자와의동행위원회 부위원장
- 2021. 1.~2022. 3. 제20대 대통령 선거 국민의힘 윤석열 대통령 후보 선거대책본부 대통령 후보 직속 위원회 약자와동행위원회 부위원장
- 2022. 1.~2022. 3. 제20대 대통령 선거 국민의힘 부산 살리는 선거대책위원회 선거대책본부 약자와의동행 부산 위원장
- 2022. 5.~2022. 5. 제8회 전국동시지방선거 국민의힘 부산 선거대책위원회 공동선대본부장
- 2022. 6.~2022. 12. 국민의힘 혁신위원회 위원
- 2022. 7.~2022. 12. 국민의힘 혁신위원회 민생을 우선하는 정당 소위원회 위원
- 2022. 9.~2023. 4. 국민의힘 원내대변인
- 2022. 10.~2022. 10. 국민의힘 당 국회부의장 후보자 선출 선거관리위원회 위원
- 2022. 12.~2022. 12. 국민의힘 당 상임위원장 후보자 선출 선거관리위원회 위원
- 2023. 3.~2023. 4. 국민의힘 원내대표와 국회 운영위원장 선출을 위한 선거관리위원회 위원
- 2023. 3. 국민의힘 민생희망특별위원회 위원
- 2023. 6.~2023. 10. 국민의힘 소아·청소년과 의료대란 해소 TF 위원장
- 2023. 10. 국민의힘 지역 필수 의료 혁신 태스크포스 위원
- 2024. 1.~2024. 4. 제22대 국회의원 선거 국민의힘 공약개발본부 중앙공약개발단 행복플러스 단장
- 2024. 3.~2024. 4. 제22대 국회의원 선거 국민의힘 부산광역시당 선거대책위원회 공동정책개발단장 겸 약자와의동행본부장
- 2024. 4. 10. 대한민국 제21대 국회의원 선거 당선(부산 해운대구 을, 국민의힘, 재선)
- 2024. 6.~ 국민의힘 약자동행특별위원회 위원장
- 2024. 6.~2025. 6. 국민의힘 이재명 사법 파괴 저지 특별위원회 위원
- 2024. 7.~2025. 7. 국민의힘 정책위원회 제5정책조정위원장(복지·환노·여가분야)
- 2024. 9.~2024. 10.: 2024년 하반기 재보궐선거 국민의힘 부산광역시당 부산광역시 금정구청장 보궐선거 선거대책위원회 약자와의 동행본부장
- 2024. 9.~: 국민의힘 호남동행 국회의원 발대식 명예의원(전북특별자치도 군산시)
- 2024. 12.~: 국민의힘 제주공항 여객기 사고 수습 TF 위원
- 2025. 4.~2025. 5.: 국민의힘 김문수 제21대 대통령 선거 경선후보 문수 대통 김문수 승리캠프 사회통합총괄본부장
- 2025. 5.~2025. 6.: 제21대 대통령 선거 국민의힘 김문수 대통령 후보 부산 선거대책위원회 약자와의동행본부장
- 2025. 5.~2025. 6.: 제21대 대통령 선거 국민의힘 김문수 대통령 후보 직속 약자와의동행특별위원장

### 의정 활동
- 2020. 5.~2024. 5. 제21대 국회의원(부산 해운대구 을, 미래통합당→국민의힘, 초선)
  - 2020. 7.~2022. 5. 제21대 국회 전반기 보건복지위원회 위원
  - 2020. 7.~2022. 5. 제21대 국회 전반기 여성가족위원회 위원
  - 2020. 7.~2024. 5. 국가에너지정책 포럼 구성의원
  - 2020. 7.~2024. 5. 전환기 한국경제 포럼 구성의원
  - 2020. 9.~2022. 5. 제21대 국회 전반기 윤리특별위원회 위원
  - 2020. 9.~2022. 5. 제21대 국회 전반기 여성가족위원회 법안심사소위원회 위원
  - 2021. 3.~2024. 5. 국회 글로벌 혁신 연구포럼 구성의원
  - 2022. 1.~2022. 3. 제21대 국회 전반기 예산결산특별위원회 위원
  - 2022. 4.~2022. 5. 제21대 국회 국무총리(한덕수) 임명동의에 관한 인사청문특별위원회 위원
  - 2022. 7.~2024. 5. 제21대 국회 후반기 보건복지위원회 위원
    - 제21대 국회 후반기 보건복지위원회 제1법안심사소위원회 위원

  - 2022. 7.~2022. 10. 제21대 국회 후반기 여성가족위원회 위원
    - 제21대 국회 후반기 여성가족위원회 법안심사소위원회 위원

  - 2022. 7.~2023. 5. 제21대 국회 후반기 예산결산특별위원회 위원
  - 2022. 8.~2024. 5. 제21대 국회 연금개혁특별위원회 위원
  - 2022. 9.~2023. 4. 제21대 국회 후반기 국회운영위원회 위원
  - 2022. 12.~2024. 5. 제21대 국회 윤리특별위원회 위원
    - 제21대 국회 윤리특별위원회 제1소위원회 위원

  - 2023. 2.~2024. 5. 제21대 국회 기후위기 특별위원회 위원
  - 2023. 4.~2024. 5. 제21대 국회 후반기 여성가족위원회 위원
  - 2023. 10.~2023. 11. 제21대 국회 헌법재판소장(이종석) 임명동의에 관한 인사청문특별위원회 위원
  - 2024. 5.~2024. 5. 제21대 국회 후반기 법제사법위원회 위원
  - 2024. 5.~2024. 5. 제21대 국회 후반기 보건복지위원회 위원
- 2024. 5.~ 제22대 국회의원(부산 해운대구 을, 국민의힘, 재선)
  - 2024. 6.~ 국회 인구와 기후 그리고 내일 인구 분과위원장
  - 2024. 6.~ 제22대 국회 전반기 보건복지위원회 간사
    - 제22대 국회 전반기 보건복지위원회 법안심사제1소위원회 위원
    - 제22대 국회 전반기 보건복지위원회 법안심사제2소위원회 위원장
    - 제22대 국회 전반기 보건복지위원회 예산결산심사소위원회 위원
    - 제22대 국회 전반기 보건복지위원회 의료개혁소위원회 위원

  - 국회 인공지능 포럼 : 첨단기술과 사회·문화적 가치의 정립 구성의원
  - 2025. 1.~ 제22대 국회 12.29 여객기 참사 진상규명과 피해자 및 유가족의 피해구제를 위한 특별위원회 위원
    - 제22대 국회 12.29 여객기 참사 진상규명과 피해자 및 유가족의 피해구제를 위한 특별위원회 피해자와 유가족 지원 및 추모사업 지원 소위원회 위원

  - 2025. 3.~ 제22대 국회 연금특별위원회 간사

## 역대 선거 결과
|  | 52.87% |

|  | 58.33% |

## 소속 정당
| 소속 정당 | 소속 정당  | 소속 기간 | 비고      |
| --------- | ---------- | --------- | --------- |
|           | 새누리당   | 2015~2017 | 정계 입문 |
|           | 자유한국당 | 2017~2020 | 당명 변경 |
|           | 미래통합당 | 2020      | 합당      |
|           | 국민의힘   | 2020~현재 | 당명 변경 |

## 같이 보기
- 부산 해운대구의 국회의원
- 해운대구 을